# ماكسيم لايبر
ماكسيم لايبر (بالإنجليزية: Maxim Lieber)‏ هو وكيل أدبي أمريكي، ولد في 15 أكتوبر 1897 في وارسو في بولندا، وتوفي في 10 أبريل 1993 في إيست هارتفورد في الولايات المتحدة.